# Nekrolog 1970
Nekrolog
◄◄
| ◄
| 1966
| 1967
| 1968
| 1969
| 1970 | 1971 | 1972 | 1973 | 1974 | ► | ►►
1. Quartal |
2. Quartal |
3. Quartal |
4. Quartal 
Weitere Ereignisse | Allgemeiner Nekrolog 1970
Die Beschreibung der verstorbenen Person sollte so kurz wie möglich gehalten sein und nur deren signifikante Tätigkeit(en) enthalten.
Neue Namen ggf. auch unter dem Geburts- und Sterbedatum, also etwa unter 1. Januar und im Geburts- und Sterbejahr (2024) eintragen (nur bei entsprechender großer Wichtigkeit). Für Beispiele siehe die schon vorhandenen Artikel.
Außerdem über die fünf zuletzt Verstorbenen, zu denen es einen ausreichend guten Artikel für eine Präsentation auf der Hauptseite gibt, nach der todesbedingten Überarbeitung der Artikel ggf. auch unter Wikipedia Diskussion:Hauptseite informieren und sie am besten auch in den anderen Wikipedia-Sprachversionen eintragen. Tipp: Regelmäßig bei news.google.de nach „ist tot“, „gestorben“ oder „verstorben“ suchen.
Wenn eine Person gestorben ist, gibt es viele Seiten zu dieser Person in der Wikipedia, die davon auch betroffen sind und entsprechend aktualisiert werden müssen. Beispiele: Namenübersichtsseite, Geburtsjahr, Geburtsort-Seiten und viele mehr.
Wie finde ich die betroffenen Seiten?
Im Suchfeld auf der linken Seite gibt man den Suchbegriff so ein: „Vorname Nachname“. Dann klickt man auf Volltext und alle Seiten mit entsprechendem Suchtext werden aufgerufen. Hier sieht man dann schnell, wo auch das Todesjahr Sinn macht oder sogar ein Teil des Artikels angepasst werden muss. Auch hilft das „Werkzeug“ auf der linken Seite sehr gut, um solche Seiten aufzufinden: „Links auf diese Seite“. Somit ist die Wikipedia wieder aktuell in allen Bereichen! Hinweis: bei Eintragung der Kategorie „Gestorben JAHR“ wird der Missbrauchsfilter 49 ausgelöst, was jedoch nicht schlimm ist. Siehe: Spezial:Missbrauchsfilter/49
Dies ist eine Liste von im Jahr 1970 verstorbenen bekannten Persönlichkeiten. Die Einträge erfolgen innerhalb der einzelnen Daten alphabetisch sortiert. Tiere sind im Nekrolog für Tiere zu finden.
Die Liste ist nach Quartalen aufgeteilt:
- Nekrolog 1. Quartal 1970: Januar, Februar und März
- Nekrolog 2. Quartal 1970: April, Mai und Juni
- Nekrolog 3. Quartal 1970: Juli, August und September
- Nekrolog 4. Quartal 1970: Oktober, November und Dezember

## Datum unbekannt
| Georges Abrial                  | französischer Aerodynamiker und Förderer des Segelflugs                               |  |
| Martin Aku                      | togoisch-französischer Arzt, Autor und Mitglied der Französischen Nationalversammlung |  |
| Sigfrid Vilhelm Arnell          | schwedischer Botaniker                                                                |  |
| Frederick Bailes                | neuseeländisch-US-amerikanischer Autor, Theologe und Alternativmediziner              |  |
| Alfred Bannwarth                | deutscher Neurologe                                                                   |  |
| Hermann Baumann                 | Reformpädagoge                                                                        |  |
| Samuel Beatty                   | kanadischer Mathematiker                                                              |  |
| Gerhard Bensch                  | deutscher Funktionär und Politiker der DDR-Blockpartei LDPD                           |  |
| Rudolf Betz                     | deutscher Fotograf                                                                    |  |
| Tita Binz                       | deutsche Photographin                                                                 |  |
| Rosina Cox Boardman             | US-amerikanische Malerin                                                              |  |
| Rodulfo Brito Foucher           | mexikanischer Jurist und Rektor der UNAM                                              |  |
| Junius F. Brown                 | US-amerikanischer Psychologe                                                          |  |
| Karl Bruck                      | Leiter der Reichsvereinigung der Juden in Deutschland                                 |  |
| Eric Grant Cable                | britischer Diplomat                                                                   |  |
| Odette de Carvalho e Souza      | brasilianische Diplomatin                                                             |  |
| Abdullah Chalil                 | Premierminister Sudans                                                                |  |
| Lenoir Chambers                 | US-amerikanischer Schriftsteller, Journalist und Herausgeber                          |  |
| Frederick Walter Champion       | britischer Naturschützer                                                              |  |
| James Andrew Clarkson           | US-amerikanischer Mathematiker                                                        |  |
| Ian Clough                      | britischer Bergsteiger                                                                |  |
| George Lisle Clutton            | britischer Botschafter                                                                |  |
| Junie Cobb                      | US-amerikanischer Jazzmusiker                                                         |  |
| Robert Coppée                   | belgischer Fußballspieler                                                             |  |
| Albert Corty                    | französischer Industrieller und Karambolagespieler                                    |  |
| Michael O’Moore Creagh          | britischer Soldat                                                                     |  |
| Hugh Cross                      | US-amerikanischer Country-Sänger                                                      |  |
| Eva Crüwell                     | deutsche Schauspielerin                                                               |  |
| Gustav Dehning                  | deutscher Pädagoge, Oberschulrat in Bremen                                            |  |
| Lawrence Dixon                  | US-amerikanischer Jazzmusiker                                                         |  |
| Walter Dose                     | deutscher Konteradmiral der Kriegsmarine                                              |  |
| Albert Einsiedler               | deutscher Ministerialbeamter                                                          |  |
| Heliodoro Escalante Ramírez     | mexikanischer Botschafter                                                             |  |
| Johannes Eylau                  | deutscher Jurist                                                                      |  |
| Sarane Ferret                   | französischer Jazz-Gitarrist                                                          |  |
| Friedrich Foerster              | Oberbürgermeister von Ulm                                                             |  |
| Carlo Gasparini                 | italienischer Diplomat                                                                |  |
| Marcelle Gerar                  | französische Sängerin                                                                 |  |
| Dumitru Gheorghiu               | rumänischer Politiker (PCR) und Botschafter                                           |  |
| José Gómez Esparza              | mexikanischer Botschafter                                                             |  |
| Hilda Graef                     | katholische Theologin und Autorin                                                     |  |
| Gerhard Haege                   | deutscher Ruderer                                                                     |  |
| Ernst Hainauer                  | deutsch-britischer Musikverleger                                                      |  |
| Bruno Hampe                     | deutscher Bauingenieur                                                                |  |
| Anzawa Heijirō                  | japanischer Bogenschütze                                                              |  |
| Hippi Perihan                   | türkische Hippie-Bewegte                                                              |  |
| Hermann Hungerland              | deutscher Komponist und Dirigent                                                      |  |
| Bruno Jori                      | italienischer Dokumentarfilmer und Filmregisseur                                      |  |
| Isdal-Frau                      | unbekanntes weibliches Todesopfer in Norwegen                                         |  |
| Mary Johnson                    | US-amerikanische Bluessängerin                                                        |  |
| Max Jungmann                    | deutscher Arzt und Zionist                                                            |  |
| Günther Knobloch                | deutscher SS-Hauptsturmführer                                                         |  |
| Friedrich Kraft                 | deutscher Geistlicher, Pfarrer und Mitglied der Bekennenden Kirche                    |  |
| Otto Kreisler                   | österreichischer Filmregisseur und Filmproduzent                                      |  |
| Adolf Kreutzfeldt               | deutscher akademischer Zeichenlehrer und Maler                                        |  |
| Frank Kriz                      | US-amerikanischer Geräteturner und Olympiasieger                                      |  |
| Richard Kurth                   | deutscher Konditor                                                                    |  |
| Arthur Lawson                   | britischer Artdirector und Szenenbildner                                              |  |
| Edy Legrand                     | französischer Maler des Orientalismus, Illustrator und Pionier des Kinderbuchs        |  |
| Martin Levey                    | US-amerikanischer Chemiehistoriker                                                    |  |
| Arno Lewitsch                   | deutschamerikanischer Jazz- und Unterhaltungsmusiker                                  |  |
| Hans Lindenhayn                 | deutscher Rittergutsbesitzer und Industrieller                                        |  |
| Adelaide Livingstone            | britische politische Aktivistin                                                       |  |
| Wilhelm Lochstampfer            | deutscher Architekt und Hochschullehrer                                               |  |
| Andrew Anthony Marchetti        | US-amerikanischer Gynäkologe                                                          |  |
| Carlo Martinelli                | italienischer Filmregisseur                                                           |  |
| Charles McKinley                | US-amerikanischer Politikwissenschaftler                                              |  |
| Edwin Meister                   | deutscher Textiltechnologe                                                            |  |
| Erwin Meyer                     | deutscher Verwaltungsjurist                                                           |  |
| Vladeta Milićević               | jugoslawischer Polizeibeamter und Politiker                                           |  |
| André Mirambel                  | französischer Sprachwissenschaftler und Neogräzist                                    |  |
| Erwin Münchow                   | deutscher Tischtennis-Spieler                                                         |  |
| Mutsu Mizuho                    | japanischer Kampfkunstexperte                                                         |  |
| Pierre Nauton                   | französischer Romanist, Dialektologe und Sprachgeograf                                |  |
| Max Nemitz                      | deutscher Lehrer, Schriftsteller und Heimatforscher                                   |  |
| Fanny Newald                    | österreichische Malerin                                                               |  |
| Walter Nippold                  | deutscher Anthropologe                                                                |  |
| Okuro Oikawa                    | japanischer Astronom                                                                  |  |
| Tsutomu Ōyokota                 | japanischer Schwimmer                                                                 |  |
| Louis Pevernagie                | belgischer Maler                                                                      |  |
| Rudolf Pfister                  | deutscher Architekt                                                                   |  |
| Phan Khắc Sửu                   | südvietnamesischer Politiker                                                          |  |
| Lloyd Phillips                  | US-amerikanischer Jazzmusiker                                                         |  |
| Hans Piesbergen                 | deutscher Jurist, Regierungspräsident in Sigmaringen (1941–1942)                      |  |
| Joan Prats i Vallès             | spanischer (katalanischer) Unternehmer                                                |  |
| Hans Rådström                   | schwedischer Mathematiker                                                             |  |
| Abdur Rahman Khan               | pakistanischer Diplomat                                                               |  |
| Fanny Remak                     | deutsche Malerin                                                                      |  |
| Hugo Remund                     | Schweizer Arzt und Rotkreuz-Chefarzt                                                  |  |
| Fritz Richter-Elsner            | bildender Künstler                                                                    |  |
| Josef Rieck                     | deutscher Buchhändler, Widerstandskämpfer gegen den Nationalsozialismus               |  |
| Karl Rüb                        | deutscher Diplom-Ingenieur                                                            |  |
| Albert Rum                      | deutscher SS-Unterscharführer im Vernichtungslager Treblinka                          |  |
| Benjamin Sagalowitz             | Schweizer Journalist                                                                  |  |
| Hermann Salinger                | deutscher Politiker (SED) und Oberbürgermeister                                       |  |
| Max Salomon                     | deutschamerikanischer Karnevalist                                                     |  |
| Wiktor Stepanowitsch Saparin    | sowjetischer Science-Fiction-Autor                                                    |  |
| Malcolm Sayer                   | englischer Designer von Jaguar-Automobilen                                            |  |
| Kurt Schaumann                  | deutscher Amateurfilmer                                                               |  |
| Maria Scheffold                 | deutsche Schachspielerin                                                              |  |
| Waldemar Schlichting            | deutscher Marinemaler                                                                 |  |
| Nikolai Semjonowitsch Simakow   | sowjetischer Ingenieur und Widerstandskämpfer                                         |  |
| Zdeněk Šimek                    | tschechischer Bildhauer                                                               |  |
| Harold M. Skeels                | US-amerikanischer Psychologe                                                          |  |
| Anatoli Grigorjewitsch Spasski  | russischer Metallurg und Hochschullehrer                                              |  |
| Charles Stoffel                 | Schweizer Bobfahrer und Reiter                                                        |  |
| Jessie Street                   | australische Frauenrechtlerin und Autorin                                             |  |
| Wesley Swift                    | US-amerikanischer Prediger, Führungsperson der Christian-Identity-Bewegung            |  |
| Taira Shinken                   | japanischer Meister des Kobudō                                                        |  |
| Soare Sterian                   | rumänischer Rugbyspieler                                                              |  |
| Leopold Takawira                | afrikanischer Freiheitskämpfer im heutigen Simbabwe                                   |  |
| Āghā-Bozorg Tehrāni             | iranischer Historiker und Bibliograph                                                 |  |
| Adolf Teuscher                  | deutscher Lehrer und Pädagoge                                                         |  |
| Rolf Thiessen                   | deutscher Beamter und Staatssekretär                                                  |  |
| Harry Thuku                     | kenianischer Politiker                                                                |  |
| Jahanbakht Tofigh               | iranischer Ringer                                                                     |  |
| Dawid Wdowiński                 | polnischer Neurologe und Psychiater, Aufständischer des Warschauer Ghettos            |  |
| Christel Wehage                 | deutsches Todesopfer an der Berliner Mauer                                            |  |
| Hans Weisbrod                   | deutscher Kommunalpolitiker und Oberbürgermeister von Kaiserslautern                  |  |
| Wolfgang Karl Weyrauch          | deutsch-peruanischer Malakologe und Entomologe                                        |  |
| Walter Wichmann                 | deutscher Maler und Grafiker                                                          |  |
| Wilhelm Wiedfeld                | deutscher Publizist und Journalist                                                    |  |
| Bernhard Wilfert                | deutscher Schauspieler und Hörspielsprecher                                           |  |
| Rudolf Winkler                  | deutscher Pianist                                                                     |  |
| Polina Semjonowna Winogradskaja | sowjetische Soziologin und Frauenrechtlerin                                           |  |
| Bernhard Wolff                  | deutscher Ministerialbeamter                                                          |  |
| Yamada Katsumi                  | japanischer Skisportler                                                               |  |
| Tahsin Yazıcı                   | türkischer General und Politiker                                                      |  |
| Giuseppe Zacconi                | italienischer Filmregisseur                                                           |  |